# Theotima
Theotima és un gènere d'aranyes araneomorfes de la família dels oquiroceràtids (Ochyroceratidae). Fou descrit per primera vegada l'any 1893 per Eugène Simon. Són aranyes de mida petita.

## Taxonomia
Segons el World Spider Catalog amb data del 2018, Theotima te reconegudes les següents 18 espècies:
- Theotima centralis (Gertsch, 1941) (Panamà)
- Theotima elva Gertsch, 1977 (Mèxic)
- Theotima fallax Fage, 1912 (Cuba, St. Vincent, Veneçuela)
- Theotima galapagosensis Baert & Maelfait, 1986 (Illes Galápagos)
- Theotima jeanneli Machado, 1951 (Angola)
- Theotima kivuensis Machado, 1964 (Congo)
- Theotima lawrencei Machado, 1964 (Congo)
- Theotima makua Gertsch, 1973 (Hawaii)
- Theotima martha Gertsch, 1977 (Mèxic)
- Theotima mbamensis Baert, 1985 (Camerun)
- Theotima minutissima (Petrunkevitch, 1929) (Amèrica tropical, Àsia, i illes de l'Oceà Pacífic)
- Theotima mirabilis Machado, 1951 (Angola)
- Theotima modesta (Chickering, 1951) (Panamà)
- Theotima moxicensis Machado, 1951 (Angola)
- Theotima pura Gertsch, 1973 (Mèxic)
- Theotima radiata (Simon, 1892) (Cuba, Puerto Rico, Veneçuela) (espècie tipus)
- Theotima ruina Gertsch, 1977 (Mèxic)
- Theotima tchabalensis Baert, 1985 (Camerun)